# Derek Cianfrance
Derek Cianfrance (Lakewood, januari 1974) is een Amerikaanse filmregisseur, cameraman en scenarioschrijver.

## Carrière
Derek Cianfrance werd in 1974 geboren in Lakewood en volgde filmstudies aan de Universiteit van Colorado. Op 23-jarige leeftijd maakte hij zijn filmdebuut met Brother Tied (1998), dat hij zelf schreef, regisseerde, filmde en monteerde.
In de daaropvolgende jaren regisseerde Cianfrance verschillende tv-documentaires, waaronder een docu over rapper Sean Combs. In 2003 was hij ook de cameraman van de lowbudget-actiefilm Streets of Legend.
In 2010 schreef en regisseerde Cianfrance met Blue Valentine zijn tweede film. De hoofdrollen in het romantisch drama werden vertolkt door Ryan Gosling en Michelle Williams, die voor haar vertolking beloond werd met een Oscar-nominatie. Enkele jaren later werkte hij met Gosling ook samen aan het misdaaddrama The Place Beyond the Pines (2012).

## Filmografie
| Jaar | Titel                      | Regisseur | Scenarist | Cameraman |
| ---- | -------------------------- | --------- | --------- | --------- |
| 1998 | Brother Tied               |           |           |           |
| 2003 | Streets of Legend          |           |           |           |
| 2010 | Blue Valentine             |           |           |           |
| 2012 | The Place Beyond the Pines |           |           |           |
| 2016 | The Light Between Oceans   |           |           |           |